# 1764 au Canada
Pour un article plus général, voir Chronologie du Canada.
Cet article traite des événements qui se sont produits durant l'année 1764 au Canada.

## Événements

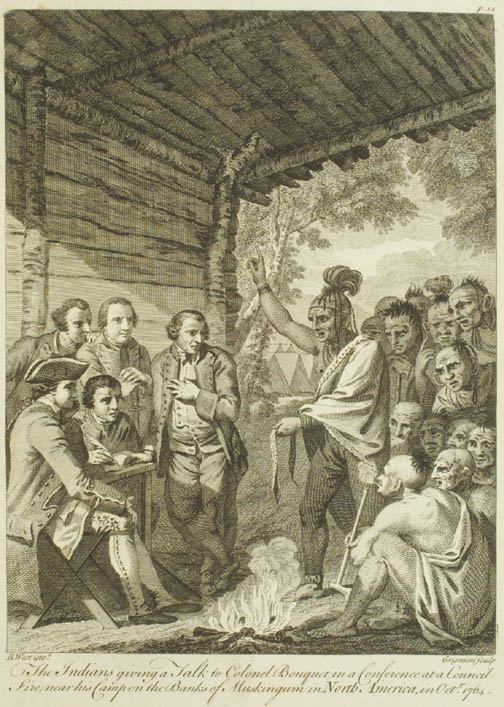
Discussion entre amérindiens et le Colonel Bouquet.

- 21 juin : parution du premier numéro de la Quebec Gazette, un journal bilingue, fondée par William Brown (1737-1789) (en) et Thomas Gilmore, le plus vieux journal d'Amérique du Nord toujours existant.
- 1er août : traité de Niagara entre William Johnson et les premières nations du Canada.
- 10 août : entrée en vigueur au Canada du Traité de Paris signé le 10 février 1763 entre la France, la Grande-Bretagne et l'Espagne, en raison du délai de 18 mois accordé aux habitants qui désirent émigrer.
- 13 août : nomination des conseillers au gouvernement civil du Québec. Les francophones sont exclus d’office car ils doivent prêter le serment d’abjuration et du Test.
- 9 septembre : Étienne Montgolfier remet sa démission comme évêque de Québec.
- 17 septembre : le gouverneur James Murray nomme les dix premiers juges de paix de la province de Québec qui devront tous obligatoirement être de religion protestante.
- En octobre, la majorité britannique demande l’établissement d’une assemblée législative choisie parmi les seuls sujets protestants de la colonie.
- 29 octobre : quatre-vingt-quatorze des principaux commerçants canadiens se réunissent afin d’adresser une pétition au gouvernement britannique accusant certains Britanniques de vouloir leur imposer un système de gouvernement inacceptable.

- Hugh Palliser est nommé gouverneur de Terre-Neuve.
- Les Acadiens en exil sont autorisés à retourner en Nouvelle-Écosse à condition qu’ils se dispersent en petits établissements.
- Fondation de Charlottetown à l'Île-du-Prince-Édouard.
- Samuel Holland est chargé de l'arpentage et de la subdivision en cantons de l'Île-du-Prince-Édouard.
- Construction du premier Fort Érié près du lac du même nom.
- Le gouverneur James Murray réussit à favoriser la culture de la Pomme de terre au Canada.

## Naissances
- 29 avril : John Coape Sherbrooke, gouverneur.
- 9 septembre : Charles Lennox (4e duc de Richmond), gouverneur.
- Alexander Mackenzie (explorateur)
- William McGillivray, commerçant de fourrure.
- Laurent Amiot, orfèvre.

## Décès
- 26 février : Thérèse de Couagne, femme de la petite noblesse de la Nouvelle-France (° 19 janvier 1697).
- 24 juin : François Charles de Bourlamaque, général français (° 1716).